# Gastón Emiliano Cuevas
Gastón Emiliano Cuevas (Termas de Río Hondo, Santiago del Estero, Argentina; 21 de febrero de 1993) es un futbolista argentino juega como enganche.

## Biografía
Se inició en Herrera Alto y el Club Termas, de Termas de Río Hondo. Llegó al conjunto tucumano recomendado por otro termeño que supo brillar en el decano, Carlos Ariel "El Chueco" Ibáñez.

## Clubes
| Club                                      | País      | Año         |
| ----------------------------------------- | --------- | ----------- |
| Atlético Tucumán                          | Argentina | 2012 - 2017 |
| Club Sportivo Italiano                    | Argentina | 2017        |
| Club Atlético Villa Mitre, Tucumán        | Argentina | 2018        |
| Club Atlético Concepción, Tucumán         | Argentina | 2019        |
| Club Ateneo Parroquial Alderetes, Tucumán | Argentina | 2021        |